# Institut Supérieur de l'Aéronautique et de l'Espace
El Institut Supérieur de l'Aéronautique et de l'Espace o ISAE es una escuela de ingeniería aeroespacial ubicada en Toulouse, Francia. Es una Grande École francesa y forma parte de la Universidad de Toulouse. Nació en 2007 como resultado del llamado "acercamiento" (fusión) entre SUPAERO y ENSICA (escuelas de ingeniería aeroespacial dependientes del Ministerio de Defensa de Francia). El objetivo de esta medida era fortalecer y aumentar la visibilidad internacional de estas escuelas compartiendo su personal y sus medios.
ISAE también forma parte de ISSAT, PEGASUS, GEA, Toulouse Tech, CESAER y de Aerospace Valley, así como de Groupe ISAE, que está formado por ISAE y otras importantes escuelas de ingeniería aeroespacial francesas como ENSMA, ESTACA y École de l'air.